# Bourse de Khartoum
La Bourse de Khartoum est la principale bourse du Soudan. Elle est située à Khartoum et son nom est abrégé en KSE. Le principal indice boursier de la KSE est l'indice Khartoum.  
Bien que la KSE ait connu une croissance rapide au cours des dernières années et compte 53 sociétés cotées valant environ 5 milliards de dollars, la bourse n'est ouverte qu'une heure par jour, du dimanche au jeudi.  

## Histoire
L'idée de la KSE a été lancée en 1962 par le ministère des Finances, la Banque centrale du Soudan et la Société financière internationale (SFI).
En 1964, un département des obligations d'État a été créé au sein de la Banque du Soudan pour l'émission d'obligations.
En 1966, les premières obligations d'État ont été émises, d'une valeur nominale de 15 millions de livres sterling et d'une durée de vie de dix ans. La loi de 1982 portant création de la KSE a échoué. Cependant, une étape importante a été franchie en 1992 pour établir la KSE, conduisant à la formation de son conseil d'administration.
C'est en 1994 que la KSE a obtenu son indépendance juridique après l'adoption de la loi sur la KSE. Les activités sur le marché primaire ont débuté en 1994 et le marché secondaire a été lancé début 1995. La classification des sociétés cotées a débuté en 1999. En 2001, les certificats Shahama ont été introduits à la KSE. L'indice de Khartoum a été déclaré en 2003. En 2007, la KSE a rejoint l'Union des marchés africains.
Depuis 2016, un système de trading électronique est également proposé.